# Marie de Dampierre
Marie de Dampierre (1253-1297), fille du premier mariage de Gui de Dampierre, comte de Flandre et de Mahaut de Béthune. 
Elle meurt en 1297 et est inhumée dans l'église des chanoines de Chateauvillain.

## Mariage et descendance
En 1266, Marie de Dampierre épouse Guillaume de Juliers dit l'ancien. Ils ont un fils :
- Guillaume de Juliers dit le jeune, mort à la bataille de Mons-en-Pévèle.

En 1281/1285, elle épouse en secondes noces Simon II, seigneur de Châteauvillain († 1305), sire d'Arc. Ils ont 5 enfants :
- Jean II de Châteauvillain ;
- Hugues, il fonde la branche de Pleurre et de Baye ;
- Guy, clerc ;
- Simon, évêque de Châlons (1328-1335), comte de Châlons et pair de France ;
- Robert, religieux ;
- probablement Marguerite de Châteauvillain, septième abbesse d'Argensolles jusqu'à sa mort en 1351.